# ديفيد شارب
ديفيد شارب (بالإنجليزية: David Sharpe)‏ هو ممثل أمريكي، ولد في 2 فبراير 1910 بسانت لويس في الولايات المتحدة، وتوفي في 30 مارس 1980 في الولايات المتحدة.

## أعمال

### أفلام
- (1922) روبن هود[1][2]

## وصلات خارجية
- ديفيد شارب على موقع IMDb (الإنجليزية)
- ديفيد شارب على موقع قاعدة بيانات الفيلم (الإنجليزية)